# Gare de Mirfield
 (janvier 2020).
Si vous disposez d'ouvrages ou d'articles de référence ou si vous connaissez des sites web de qualité traitant du thème abordé ici, merci de compléter l'article en donnant les références utiles à sa vérifiabilité et en les liant à la section « Notes et références ».
La gare de Mirfield est une gare ferroviaire du Royaume-Uni, située sur le territoire de la ville de Mirfield, dans le  Yorkshire de l'Ouest en Angleterre. 
Les services à partir de Mirfield sont opérés par Northern Rail.